# Nonnina Weatherwax
Esmerelda "Esme" Weatherwax è un personaggio fittizio della serie del Mondo Disco di Terry Pratchett. È una strega e un membro della congrega di Lancre, fa la sua prima apparizione in L'arte della magia.

## Personalità
Estremamente autoritaria, il personaggio di Nonnina Weatherwax si basa sullo stereotipo della vecchia nel mito della dea triplice, anche se sembra spesso che racchiuda tutte e tre le nature'non ha problemi ad esibire il suo aspetto da vecchia strega tradizionale. Generalmente ci si riferisce alla sua presenza come "la fanciulla, la madre e ...l'altra", la gente va da lei in cerca di aiuto quando non ha scelta, mentre va da Tata Ogg (la madre) a chiedere consigli di continuo.
La scopa di Nonnina è famosa per essere vecchia e scostante. Le è stata "prestata" dalla sua collega Hilta. È stata riparata così tante volte che c'è rimasto poco o nulla della scopa originale, e spesso chi la usa deve prendere velocità correndo a terra, e questo fa di questa scopa l'unica nel Mondo Disco che richieda una partenza d'urto. Tuttavia, una volta partita, essa è considerevolmente veloce.
La reputazione di Nonnina Weatherwax si è diffusa al di là dei confini delle singole specie: i troll delle Ramtop la chiamano Aaoograha hoa ("Colei che deve essere evitata") mentre i nani la chiamano 'ez'rek d'b'duz, ("Fai il giro dall'altro lato della montagna"). 

### Aspetto
Nonnina Weatherwax, se può, indossa un semplice vestito nero, un mantello nero piuttosto malconcio ed un lungo cappello appuntito, fissato alla sua acconciatura (una crocchia grigia dall'aspetto rigido) con una moltitudine di forcine. È magra e, nonostante non sia veramente alta, ha un aspetto così autorevole da sembrare molto più alta. Dice di pesare "9 pietre" (circa 57 chilogrammi).
Nonostante i suoi sforzi, ha ancora una pelle perfetta, non una sola verruca e tutti i suoi denti, anche se il suo sguardo è penetrante e pieno di tratti inquietanti.

## Ruolo
Nel Mondodisco, tra i doveri di una strega c'è l'ostetricia e la sepoltura dei morti. Se possibile, la gente chiama Tata per la prima e la Nonnina per la seconda. In effetti Tata Ogg e Nonnina Weatherwax formano una squadra perfetta con la Nonnina che fa ciò che deve essere fatto e Tata che fascia i feriti..
Nonnina ha avuto un'unica apprendista, Eskarina Smith, che è diventata il primo stregone femmina e che ricompare in I shall wear midnight. Magrat Garlick, Agnes Nitt e Tiffany Aching sono state ufficialmente educate da altre streghe, ma "di tanto in tanto" sono state a lezione da Nonnina Weatherwax.

## Potere
Nonnina Weatherwax è una strega molto potente, ed è riconosciuta come più potente della più famosa strega di Mondo Disco, Black Aliss (vero nome: Aliss Demurrage) che è responsabile di tutte le stregonerie eseguite nelle fiabe, come addormentare un intero castello o venire spinta nel suo stesso forno da bambini impertinenti. Sembra che l'insegnante dell'insegnante dell'insegnante della sua insegnante fosse Black Aliss..
Terry Pratchett fa notare che ha sempre ritenuto che sia Tata Ogg la più potente delle streghe, ma che lei è troppo saggia per farlo sapere.

## Famiglia
Nonnina Weatherwax si è occupata di sua madre fino alla sua morte, ed è una lontana cugina di Galder Weatherwax, il primo Arcicancelliere dell'Università Invisibile.
Non ha ancora conosciuto l'amore fisico e lo si capisce dalla sua abilità nella cattura degli unicorni, cosa che di solito possono fare solo le vergini. Tuttavia ha avuto delle relazioni nel corso della sua vita, da ragazza, è stata legata sentimentalmente a Mustrum Ridcully e si suppone che si sia sposata con lui in una realtà parallela dove hanno avuto molti bambini.
Ha una sorella, Lilith "Lily" Weatherwax, che ha lasciato la famiglia da giovane per intraprendere la carriera di fata madrina.
Un discorso particolare merita la nonna materna, Alison Weatherwax: allontanatasi dalla famiglia prima che Esmeralda potesse conoscerla, la stessa Esmeralda teme che potesse essere diventata una strega malvagia.
Scoprirà invece che ha avuto un passato come cacciatrice di vampiri.

## Apparizioni
Nonnina fa un'apparizione breve anche in L'intrepida Tiffany e i Piccoli Uomini Liberi, ma i romanzi che la vedono all'opera sono: 
- L'arte della magia
- Sorellanza stregonesca
- Streghe all'estero
- Streghe di una notte di mezza estate
- Streghe all'Opera
- Carpe Jugulem
- Un cappello pieno di stelle
- La corona di ghiaccio
- I shall wear midnight

Muore all'inizio di The Shepherd's Crown, dopo avere preparato accuratamente tutto l'occorrente per il suo funerale